# 金采风
金采风（1930年11月—2022年1月10日），原名金翠凤，祖籍浙江鄞县，生于上海，越剧女演员，工小旦，国家一级演员。1946年，进入雪声剧团，后转东山越艺社。1951年8月，加入华东戏曲研究院越剧团。金采风擅长青衣、闺门旦、花旦。唱腔上师承袁雪芬，并学习范瑞娟、傅全香等，有“金派”之称。 弟子有谢群英、黄美菊、樊婷婷等。代表性有《盘夫索夫》、《碧玉簪》、《西厢记》等。